# Animal Instinct
Animal Instinct – singel irlandzkiej grupy rockowej The Cranberries, pochodzący z albumu Bury the Hatchet.

## Lista utworów
CD single 1 (UK)
1. Animal Instinct – 3:31
2. Paparazzi on Mopeds – 4:32
3. Ode to my Family (Live, Hamburg '99) – 4:30

CD single 2 (UK)
1. Animal Instinct – 3:31
2. Baby Blues – 2:38
3. Salvation (Live, Hamburg '99) – 2:38

Maxi-single
1. Animal Instinct – 3:31
2. Paparazzi on Mopeds – 4:32
3. Ode to my Family (Live, Hamburg '99) – 4:30
4. Salvation (Live, Hamburg '99) – 2:38

French Limited Edition CD single
1. Animal Instinct – 3:31
2. Dreams (Live, Oslo '99) – 4:12
3. Linger (Live, Oslo '99) – 4:40
4. Zombie (Live, Tipperary '94) – 5:21